# (163243) 2002 FB3
(163243) 2002 FB3 est un astéroïde Aton, également cythérocroiseur et herméocroiseur, classé comme potentiellement dangereux. Il fut découvert par LINEAR à Socorro le 18 mars 2002.